# Paul Molitor
Paul Leo Molitor (ur. 22 sierpnia 1956 w Saint Paul) – amerykański baseballista, który występował na pozycji drugobazowego trzeciobazowego i jako designated hitter.

## Kariera zawodnicza
W czerwcu 1974 został wybrany w 28. rundzie draftu przez St. Louis Cardinals, jednak nie podpisał z tym klubem kontraktu, gdyż zdecydował się podjąć studia na University of Minnesota, gdzie w latach 1975–1977 grał w drużynie uniwersyteckiej Minnesota Golden Gophers. W czerwcu 1977 roku został wybrany w pierwszej rundzie draftu z numerem trzecim przez Milwaukee Brewers i początkowo występował w klubie farmerskim tego zespołu, w Burlington Bees, reprezentującym poziom Class-A. W Major League Baseball zadebiutował 7 kwietnia 1978 w meczu przeciwko Baltimore Orioles, w którym zaliczył RBI single. Dzień później zdobył pierwszego home runa w MLB.
Początkowo występował na pozycji łącznika, jednak po przesunięciu na nią Robina Younta, Molitor przeszedł na drugą bazę. W sezonie 1978 rozegrał 125 meczów, uzyskując średnią 0,273 i zaliczając 142 uderzenia, a w głosowaniu na najlepszego debiutanta zajął 2. miejsce za Jimem Rice’em z Boston Red Sox. Dwa lata później po raz pierwszy został powołany do Meczu Gwiazd. Przed rozpoczęciem sezonu 1982 został przesunięty na trzecią bazę. W tym samym roku zagrał we wszystkich meczach World Series, jednak Brewers przegrali ze St. Louis Cardinals 3–4. W sezonie 1987 w 39 meczach z rzędu zaliczył przynajmniej jedno uderzenie i został wyróżniony spośród designated hitterów, otrzymując po raz pierwszy nagrodę Silver Slugger Award.
W grudniu 1992 jako wolny agent podpisał trzyletni kontrakt z Toronto Blue Jays. W World Series 1993 roku zagrał we wszystkich meczach, w których uzyskał średnią 0,500, zdobył 2 home runy, zaliczył 8 RBI i został wybrany najbardziej wartościowym baseballistą serii; Blue Jays zdobyli drugi z rzędu mistrzowski tytuł pokonując Philadelphia Phillies 4–2.
W grudniu 1995 został zawodnikiem Minnesota Twins. 16 września 1996 w meczu przeciwko Kansas City Royals zaliczył 3000. uderzenie i jako pierwszy w historii MLB osiągnął ten pułap zaliczając triple’a. Po zakończeniu sezonu podpisał dwuletni kontrakt z Twins. Po raz ostatni zagrał 27 września 1998.

## Późniejszy okres
11 czerwca 1999 przed meczem Milwaukee Brewers – Minnesota Twins wziął udział w ceremonii zastrzeżenia numeru 4, z którym występował. W późniejszym okresie był między innymi asystentem menadżera w Minnesota Twins i trenerem pałkarzy w Seattle Mariners. W 2004 został uhonorowany członkostwem w Baseball Hall of Fame.
W listopadzie 2014 został ogłoszony nowym menadżerem Minnesota Twins. W sezonie 2017 Twins zostali pierwszym w historii MLB zespołem, który osiągnął fazę play-off po przegraniu ponad 100 meczów w sezonie poprzednim. Za to osiągnięcie Molitor został wybrany najlepszym menadżerem w American League. Po zakończeniu sezonu 2018 został zwolniony z funkcji menadżera zespołu.

## Nagrody i wyróżnienia
| Nagroda/wyróżnienie           | Lata                                     | Źródło |
| 7× All-Star                   | 1980, 1985, 1988, 1991, 1992, 1993, 1994 | [ 1 ]  |
| 4× Silver Slugger Award       | 1987, 1988, 1993, 1996                   | [ 1 ]  |
| AL Manager of the Year        | 2017                                     | [ 12 ] |
| Zwycięzca w World Series      | 1993                                     | [ 7 ]  |
| World Series MVP              | 1993                                     | [ 7 ]  |
| 3000 hit club                 |                                          | [ 8 ]  |
| Baseball Hall of Fame         | od 2004                                  | [ 10 ] |
| # 4 zastrzeżony przez Brewers | 1999                                     | [ 9 ]  |